# Hrušovská lesostep
Hrušovská lesostep je národní přírodní rezervace v oblasti Slovenský kras.
Nachází se v katastrálním území obce Hrušov v okrese Rožňava v Košickém kraji. Území bylo vyhlášeno či novelizováno v letech 1954, 1984 na rozloze 40,85 ha. Ochranné pásmo nebylo stanoveno.